# Jacob von der Lippe

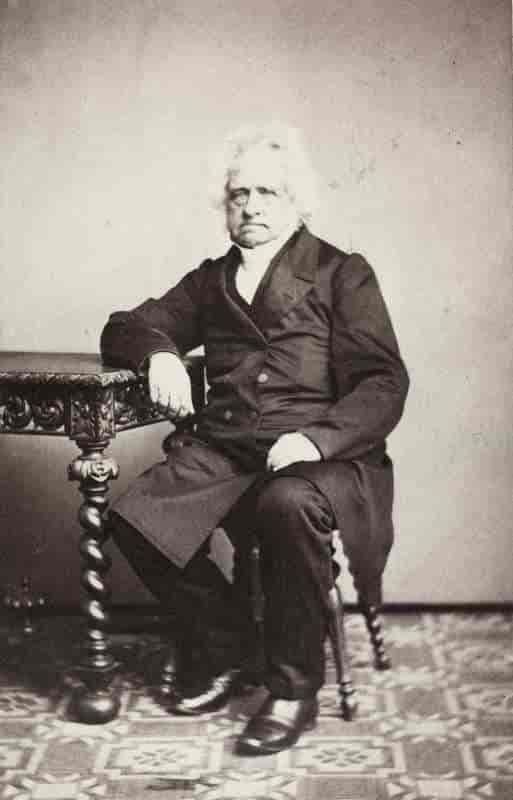
Jacob von der Lippe (etwa 1870)

Jacob von der Lippe (* 27. September 1797 in Bergen; † 2. Oktober 1878 in Kristiansand) war ein norwegischer Bischof und Parlamentspräsident. 

## Familie
Lippe ist eine alte norwegische Familie, die in 300 Jahren einige prominente Vertreter hervorgebracht hat. Der Name Jacob kommt in dieser Familie öfters vor. Ein Jacob von der Lippe († 1702) wanderte im 17. Jahrhundert von Bremen nach Bergen ein, wo er und seine Nachfahren zumeist als Kaufleute tätig waren. Im 18. Jahrhundert war ein Jacob von der Lippe (1731–1804) – der Großvater des Bischofs – Pfarrer in Skien und von überregionaler Bedeutung. Im 20. Jahrhundert war der Schauspieler Jakob – ein Enkel des Bischofs – der Vater der drei Brüder Frits, Just und Jens von der Lippe, die auf verschiedenen Gebieten (Theater, Politik, Kunst) mit Leistungen hervortraten.
Der Vater des späteren Bischofs war Gerhard von der Lippe (1776–1830), Kaufmann und zweifacher Hausbesitzer in Bergen. „Nach dem Zeugnis seiner Zeitgenossen war er ein stattlicher Mann von beachtlicher Größe und Statur und wird als ungewöhnlich gutmütiger und fröhlicher Mann beschrieben.“ Er verheiratete sich am 23. Januar 1797 mit Antonette Ulriche Dietrichson (1770–1801), Tochter eines Generalmajors. Der noch im selben Jahr geborene Jacob war das älteste Kind, später folgten noch Elisabeth (* 1798, verheiratete Dahl), Fredrik Dietrichson (* 1799) und Wenche (* 1801, verheiratete Mowinckel). Nach dem Tode von Jacobs Mutter heiratete Gerhard von der Lippe erneut und verhalf Jacob damit zu zwei weiteren (Halb)geschwistern, Antonette Ulrikke (* 1811, verheiratete Bødtker) und Jobine Christine (* 1813, verheiratete Strømsøe).
Auch Jacob von der Lippes eigene Familie war kinderreich. Am 5. Juli 1820 heiratete er in Bergen Ingeborg Brun Erichsen (1800–1880), Tochter eines Warenmaklers und Enkelin des Bischofs und geistlichen Lyrikers Johan Nordahl Brun. Acht Kinder überlebten das Säuglingsalter: Gerhard (* 1823), Cathrine (* 1824), Ingeborg Lucie Marie (* 1825), Jacob (* 1828), Hans (* 1829), Antonette Ulrikke (* 1831), Conrad Fredrik (* 1833), Johan Nordahl Brun (* 1838). Conrad Fredrik wurde ein bekannter Architekt und ist der Vater des oben erwähnten Schauspielers Jakob und der Kinderbuchautorin Ingeborg von der Lippe Konow. Johan Nordahl Brun von der Lippe ist der Vater des Admirals Jakob von der Lippe und des Reeders Anton Barth von der Lippe.

## Laufbahn

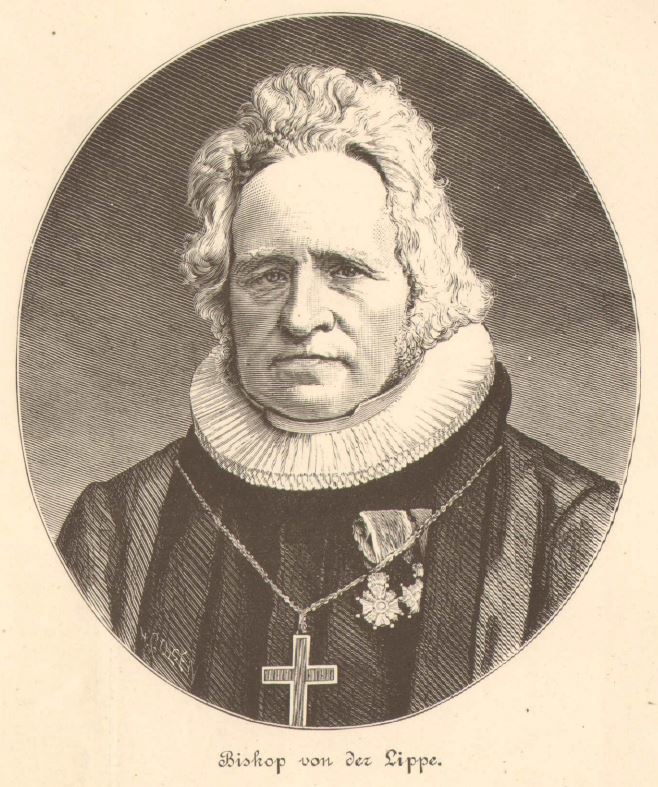
Jacob von der Lippe als Bischof (etwa 1860)

Jacob von der Lippe studierte von 1815 bis 1819 Theologie an der Universität von Christiania. Nachdem er zwei Jahre als Hauskaplan gearbeitet hatte, wurde er Pfarrer, zunächst 1821 in Skånevik (heute ein Teil von Etne) und ab 1825 in Avaldsnes. 1829 wurde er Propst in Karmsund. Ab 1831 wechselte er als Dompropst nach Kristiansand, wo er auch als stellvertretender Bischof amtierte. Von 1841 bis 1875 war er regulärer Bischof im Bistum Kristianssand, dem heutigen Bistum Agder und Telemark.
In all seinen kirchlichen Positionen setzte Jacob von der Lippe sich für die Verbesserung des Schulwesens ein und war lokalpolitisch aktiv. 1837–1840 war er Mitglied des Gemeindepräsidiums (formannskapet) von Kristiansand, das nach norwegischem Recht als Ausschuss aus dem Gemeinderat die eigentliche kommunale Entscheidungsinstanz ist. Später engagierte er sich in verschiedenen sozialen Institutionen, einem Arbeitshaus, einem Asyl, einer Bürgerschule, einer Bibelgesellschaft und in der Gesellschaft für Wohlfahrt in Norwegen (Selskabet for Norges Vel). Letztere ist kein Wohltätigkeitsinstitut, sondern sie fördert seit 1809 die wirtschaftliche Entwicklung lokaler Gemeinschaften (ab dem 20. Jahrhundert auch außerhalb Norwegens). 
Jacob von der Lippe war auch in der nationalen Politik einflussreich. Zwischen 1830 und 1859 wurde er achtmal in das norwegische Parlament, das Storting, gewählt, anfänglich für Stavanger, und ab 1833 für Kristiansand. Dreimal (1845, 1850, 1857) lehnte er die Wahl ab. Mehrfach wurde er zum Präsidenten des Lagting gewählt. Das Lagting war ein Ausschuss aus einem Viertel der Parlamentsabgeordneten und hatte spezifische Aufgaben in der Gesetzgebung und als Disziplinarkommission. 
Als Vorsitzender des Kirchenausschusses (formann i kirkekomiteen) war er auch mit Problemen befasst, die sich aus dem Verhältnis der Staatskirche zu den pietistischen Laienbewegungen ergaben. Die Versammlung und die Predigt von Laien war seit dem Konventikkelplakaten (Konventikelgesetz) von 1741 streng reglementiert und durfte nur unter der Aufsicht des örtlichen Pfarrers stattfinden. Zu Beginn des 19. Jahrhunderts hatte die von Hans Nielsen Hauge begründete Erweckungsbewegung der Haugianer aber einen großen Einfluss erlangt und die Aufhebung des Konventikelgesetzes wurde mehrmals im Storting vorgeschlagen. Jacob von der Lippe, ein Vertreter der „alten Ordnung“, sprach sich 1839 dagegen aus, mit dem Argument, Laienprediger seien „Verirrte, die man nicht unterstützen dürfe“. Als das Gesetz dann 1842 doch aufgehoben wurde, versuchte er vergeblich, die Festlegung durchzusetzen, dass der Ortspfarrer das Recht haben sollte, an den Laienversammlungen in seiner Gemeinde teilzunehmen.
Als Bischof bemühte Jacob von der Lippe sich um die Verbreitung von Bibeln und förderte die Abstinenzbewegung (avholdssaken). Er setzte sich für die Aufteilung großer Pfarreien ein, um den Einfluss der Pfarrer auf ihre Gemeinde zu stärken. Er machte Vorschläge für die Verbesserung der Supervision und der Besoldung der Pfarrer und befürwortete Kirchenversammlungen als ein Mittel, die Aufgabenverteilung zwischen Kirche und Staat zu verbessern. 
Die Kirchengeschichtsschreibung äußert sich zu Jacob von der Lippe zwiespältig. Für die laienfreundliche Richtung gilt er als embetsmannen (Staatsdiener), als konservativer Prälat, dessen arrogantes Verhalten gegenüber den Laien in vielen Geschichten überliefert wurde. „Zweifellos war er theologisch und kirchlich konservativ und konfessionell gebunden. Seiner Ansicht nach beruhte die Zukunft der Kirche und des Christentums darauf, dass das kirchliche Amt seine führende Stellung in Bezug auf Politik, soziales Leben und Kultur behielt. Aus dieser Sicht ging es bei seinem arroganten Auftreten und seiner ungeduldigen Amtsführung um Effizienz: Die Gesellschaft veränderte sich, und das stellte neue Anforderungen an den kirchlichen Verwaltungsapparat. Ein Bischof musste daher dafür sorgen, dass das System funktionierte und die notwendige Ordnung aufrechterhalten wurde. Das war eine Sichtweise, die der pietistischen Kultur fremd war.“

## Ehrungen und Gedenken
Die Straße Von der Lippes gate in Oslo wurde 1879, ein Jahr nach seinem Tod, nach Bischof Jacob von der Lippe benannt.